# Kyle Newacheck
Kyle Newacheck  est un écrivain, réalisateur, producteur et acteur de télévision américain, né le 23 janvier 1984 à Walnut Creek en Californie. 
Il est surtout connu pour avoir été l'un des créateurs de l'émission Workaholics de Comedy Central dans laquelle il est également co-vedette.

## Biographie
Kyle Newacheck obtient son diplôme en montage de la Los Angeles Film School en 2004. Il a travaillé comme professeur de montage à son alma mater[incompréhensible] avant de former le groupe de sketches-comédies Mail Order Comedy avec Blake Anderson, Adam DeVine et Anders Holm en 2006,
Il commence à écrire, diriger et monter des courts métrages comiques avec Mail Order Comedy, notamment la série Web Crossbows and Moustaches pour Myspace.
En 2011, il participe à la création de Workaholics, une série de Comedy Central diffusée pendant sept saisons. Newacheck joue le rôle d'un revendeur de drogue. 
Kyle Newacheck a également réalisé la plupart des épisodes de Workaholics. Il est depuis devenu un réalisateur de comédies télévisées.
Il a également collaboré avec Adam DeVine, partenaire de Mail Order Comedy, pour son émission House Party. 
Il a réalisé le clip vidéo de The Worst Guys de Childish Gambino en 2014.
En juin 2016, il a été communiqué que Devine, Anderson, Holm et Newacheck travaillaient sur un film avec Seth Rogen en tant que producteur. Le film, Game Over, Man !, a débuté sur Netflix en 2018.

## Filmographie

### Séries télévisées
- 2011-2017 : Workaholics (86 épisodes)
- 2012 : Community (2 épisodes)
- 2012 : Parks and Recreation (1 épisode)
- 2012-2013 : Happy Endings (3 épisodes)
- 2013 : Adam DeVine's House Party (8 épisodes)
- 2016 : Idiotsitter (1 épisode)
- 2017 : Ghosted (1 épisode)

### Cinéma
- 2018 : Game Over, Man!
- 2019 : Murder Mystery
- 2025 : Happy Gilmore 2